# Araneus cavaticus
Espèce
Synonymes
- Epeira cavatica Keyserling, 1881
- Epeira cinerea Emerton, 1884

Araneus cavaticus est une espèce d'araignées aranéomorphes de la famille des Araneidae. Les anglophones l'appellent barn spider, littéralement araignée de grange.

## Distribution
Cette espèce se rencontre aux États-Unis au Maine, au New Hampshire, au Vermont, au Massachusetts, au Connecticut, dans l'État de New York, en Pennsylvanie, en Ohio, en Virginie-Occidentale, en Virginie, au Kentucky, au Tennessee, en Alabama et au Texas et au Canada en Ontario, au Québec, au Nouveau-Brunswick et en Nouvelle-Écosse,.

## Habitat
C'est une araignée nocturne qui vit dans les endroits où se trouvent des constructions en bois, tels une grange, un chalet, un pont ou une embarcation.

## Description
Le mâle décrit par Levi en 1971 mesure 15 mm et la femelle 18 mm.
Son corps est brun et jaune, ses pattes ornées de bandes. Son abdomen peut être globuleux ou simplement conique. Son ventre, noir et maculé de deux taches blanches, est distinctif.

## Éthologie
Ces araignées se rencontrent de la fin de l’été à l’automne.
Quoique les Araneus cavaticus puissent coexister, ces araignées manifestent souvent une agressivité les unes envers les autres.
Le soir, elle attend au centre de sa toile, et demeure tapie le jour. Elle agite sa toile lorsqu’elle se sent intimidée ou menacée. Elle peut également l’agiter pour la débarrasser des débris.

## Toile
Elle reconstruit chaque soir une nouvelle toile orbiculaire, en formant une longue spirale pour rejoindre les rayons qu'elle a préalablement tissés. Pour préserver ses ressources, elle ingurgite la soie de la vieille toile.

## Araneus cavaticusdans la culture
Charlotte A. Cavatica, l'araignée qui est l'héroïne de La Toile de Charlotte appartient à cette espèce.

## Galerie

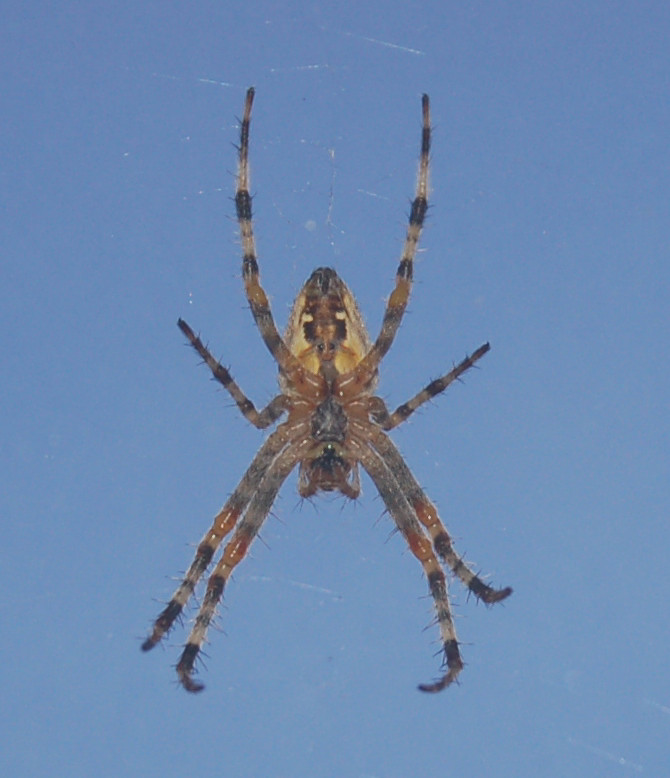
♂
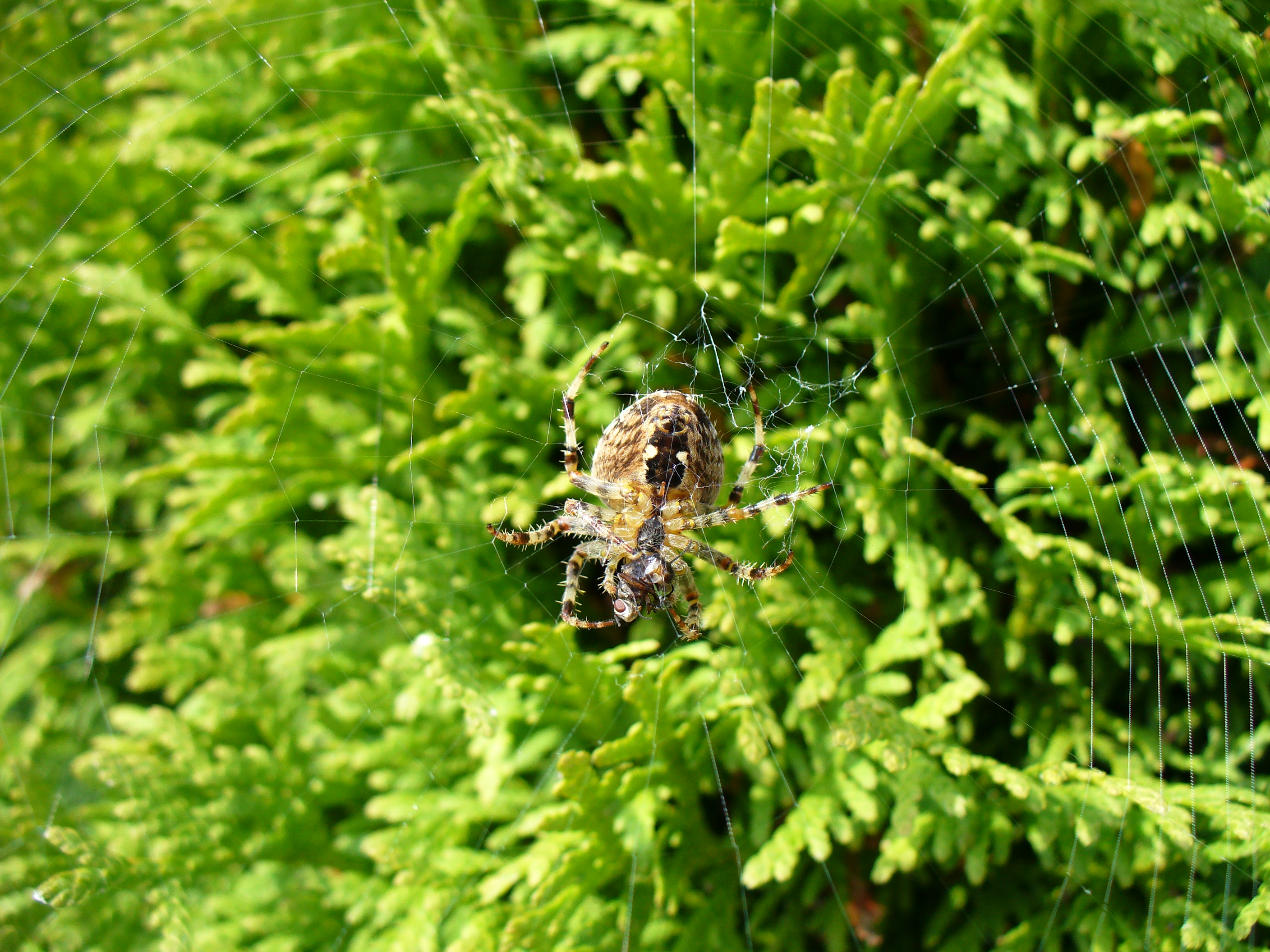
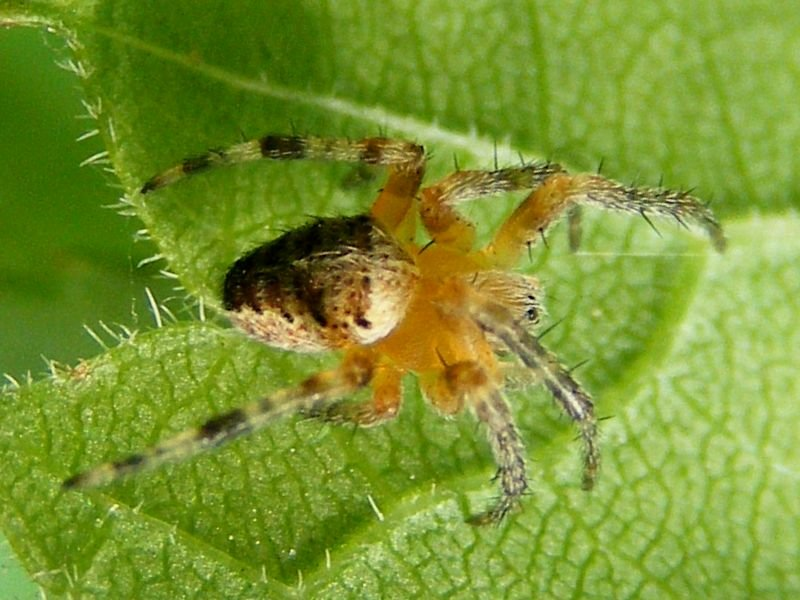
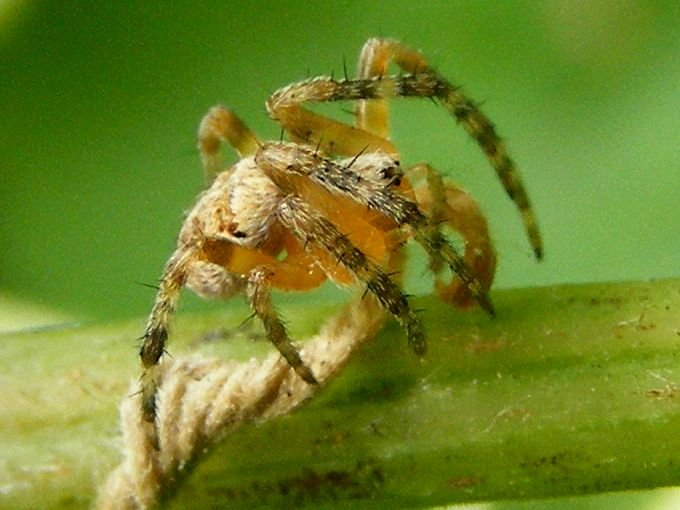
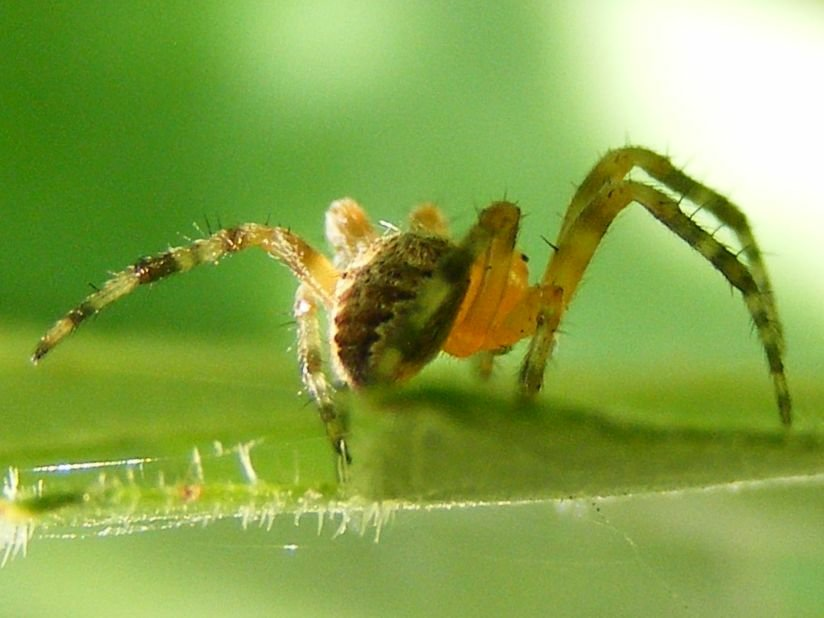

## Publication originale
- Keyserling, 1881 : Neue Spinnen aus Amerika. III. Verhandlungen der kaiserlich-königlichen zoologisch-botanischen Gesellschaft in Wien, vol. 31, p. 269-314.